# Villalier
Villalier  est une commune française située dans le nord du département de l'Aude, en région Occitanie.
Sur le plan historique et culturel, la commune fait partie du Carcassès, un pays centré sur la ville de Carcassonne, entre les prémices du Massif central et les contreforts pyrénéens. Exposée à un climat méditerranéen, elle est drainée par le canal du Midi, la Clamoux, l'Orbiel, le ruisseau de Trapel et par un autre cours d'eau.
Villalier est une commune rurale qui compte 968 habitants en 2022, après avoir connu une forte hausse de la population depuis 1975. Elle appartient à l'unité urbaine de Conques-sur-Orbiel et fait partie de l'aire d'attraction de Carcassonne. Ses habitants sont appelés les Villaliérois ou  Villaliéroises.

## Géographie
Commune de l'aire urbaine de Carcassonne située sur l'Orbiel, le Clamoux, le Trapel  et sur l'ancienne route nationale 620 entre Villemoustaussou et Villegly.

### Communes limitrophes
Les communes limitrophes sont  Bagnoles, Bouilhonnac, Conques-sur-Orbiel, Malves-en-Minervois, Villedubert et Villemoustaussou.
|                  | Conques-sur-Orbiel | Bagnoles            |
| Villemoustaussou | Villalier          | Malves-en-Minervois |
|                  | Villedubert        | Bouilhonnac         |

### Hydrographie
La commune est dans la région hydrographique « Côtiers méditerranéens », au sein du bassin hydrographique Rhône-Méditerranée-Corse. Elle est drainée par le canal du Midi, la Clamoux, l'Orbiel, le ruisseau de Trapel et Rec de Seraut, qui constituent un réseau hydrographique de 9 km de longueur totale,.
Le canal du Midi, d'une longueur totale de 239,8 km, est un canal de navigation à bief de partage qui relie Toulouse à la mer Méditerranée depuis le xviie siècle.
La Clamoux, d'une longueur totale de 32,3 km, prend sa source dans la commune de Castans et s'écoule vers le sud. Elle traverse la commune et se jette dans l'Orbiel sur le territoire communal, après avoir traversé 10 communes.
L'Orbiel, d'une longueur totale de 40,9 km, prend sa source dans la commune de Mazamet et s'écoule vers le sud. Il traverse la commune et se jette dans l'Aude à Trèbes, après avoir traversé 14 communes.
Le Trapel, d'une longueur totale de 17,4 km, prend sa source dans la commune de Fraisse-Cabardès et s'écoule vers le sud-est. Il traverse la commune et se jette dans le canal du Midi à Villemoustaussou, après avoir traversé 5 communes.

### Climat
Pour des articles plus généraux, voir Climat de l'Occitanie et Climat de l'Aude.
En 2010, le climat de la commune est de type climat du Bassin du Sud-Ouest, selon une étude s'appuyant sur une série de données couvrant la période 1971-2000. En 2020, Météo-France publie une typologie des climats de la France métropolitaine dans laquelle la commune est exposée à un climat océanique altéré et est dans la région climatique Provence, Languedoc-Roussillon, caractérisée par une pluviométrie faible en été, un très bon ensoleillement (2 600 h/an), un été chaud (21,5 °C), un air très sec en été, sec en toutes saisons, des vents forts (fréquence de 40 à 50 % de vents > 5 m/s) et peu de brouillards.
Pour la période 1971-2000, la température annuelle moyenne est de 13,9 °C, avec une amplitude thermique annuelle de 16 °C. Le cumul annuel moyen de précipitations est de 635 mm, avec 8,1 jours de précipitations en janvier et 4 jours en juillet. Pour la période 1991-2020, la température moyenne annuelle observée sur la station météorologique la plus proche, située sur la commune de Carcassonne à 7 km à vol d'oiseau, est de 14,4 °C et le cumul annuel moyen de précipitations est de 665,0 mm,. Pour l'avenir, les paramètres climatiques de la commune estimés pour 2050 selon différents scénarios d’émission de gaz à effet de serre sont consultables sur un site dédié publié par Météo-France en novembre 2022.

### Milieux naturels et biodiversité
Aucun espace naturel présentant un intérêt patrimonial n'est recensé sur la commune dans l'inventaire national du patrimoine naturel,,.

## Urbanisme

### Typologie
Au 1er janvier 2024, Villalier est catégorisée bourg rural, selon la nouvelle grille communale de densité à 7 niveaux définie par l'Insee en 2022.
Elle appartient à l'unité urbaine de Conques-sur-Orbiel, une agglomération intra-départementale dont elle est une commune de la banlieue,. Par ailleurs la commune fait partie de l'aire d'attraction de Carcassonne, dont elle est une commune de la couronne,. Cette aire, qui regroupe 115 communes, est catégorisée dans les aires de 50 000 à moins de 200 000 habitants,.

### Occupation des sols
L'occupation des sols de la commune, telle qu'elle ressort de la base de données européenne d’occupation biophysique des sols Corine Land Cover (CLC), est marquée par l'importance des territoires agricoles (89,7 % en 2018), en diminution par rapport à 1990 (90,9 %). La répartition détaillée en 2018 est la suivante : 
cultures permanentes (68,6 %), zones agricoles hétérogènes (15,8 %), zones urbanisées (5,4 %), terres arables (5,4 %), forêts (4,9 %). L'évolution de l’occupation des sols de la commune et de ses infrastructures peut être observée sur les différentes représentations cartographiques du territoire : la carte de Cassini (XVIIIe siècle), la carte d'état-major (1820-1866) et les cartes ou photos aériennes de l'IGN pour la période actuelle (1950 à aujourd'hui).

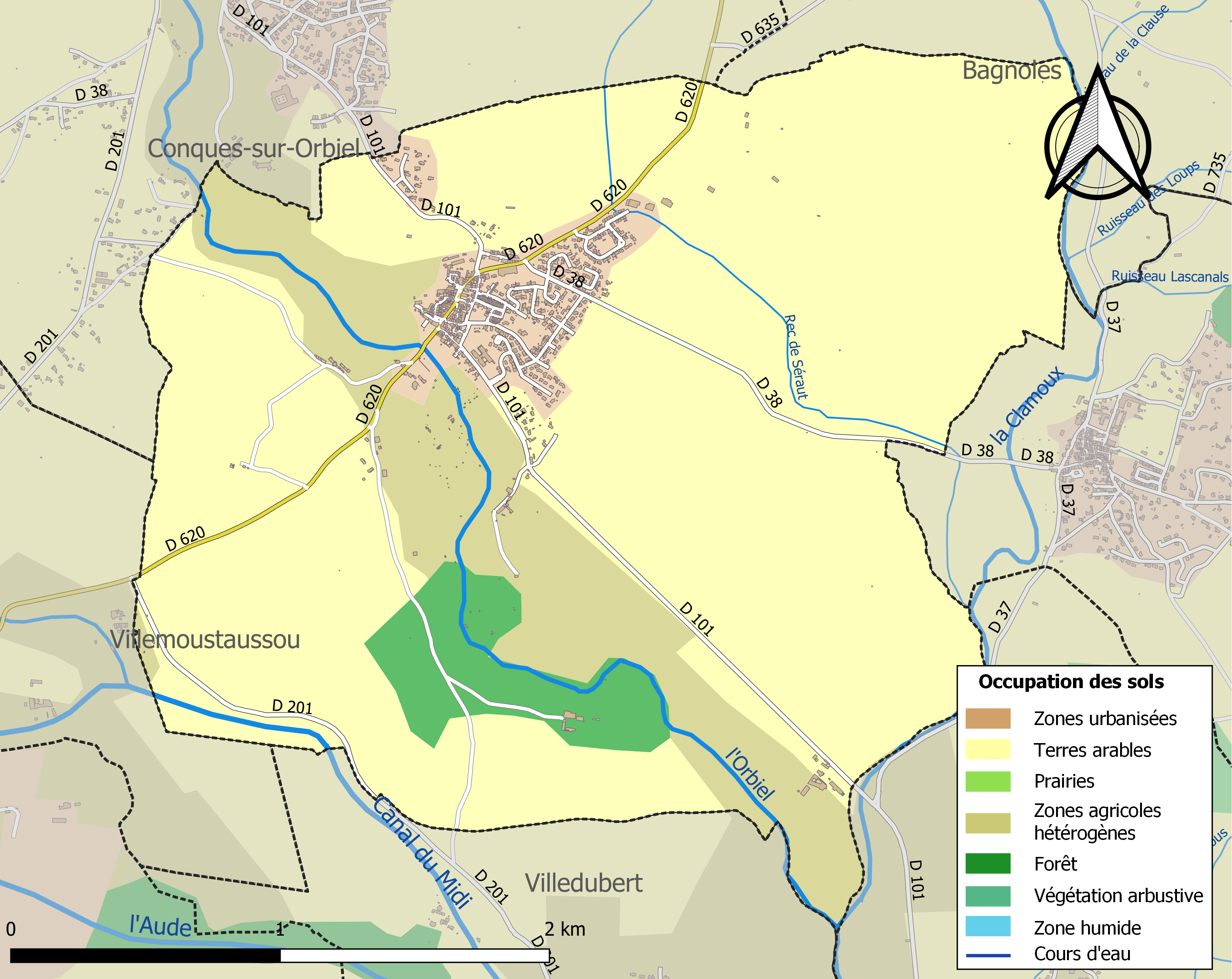
Carte des infrastructures et de l'occupation des sols de la commune en 2018 (CLC).

### Risques majeurs
Le territoire de la commune de Villalier est vulnérable à différents aléas naturels : météorologiques (tempête, orage, neige, grand froid, canicule ou sécheresse), inondations, feux de forêts et séisme (sismicité très faible). Il est également exposé à un risque technologique, la rupture d'un barrage. Un site publié par le BRGM permet d'évaluer simplement et rapidement les risques d'un bien localisé soit par son adresse soit par le numéro de sa parcelle.

#### Risques naturels
Certaines parties du territoire communal sont susceptibles d’être affectées par le risque d’inondation par débordement de cours d'eau, notamment le ruisseau de Glandes. La commune a été reconnue en état de catastrophe naturelle au titre des dommages causés par les inondations et coulées de boue survenues en 1982, 1992, 1996, 2003, 2009, 2011, 2017, 2018 et 2020,.

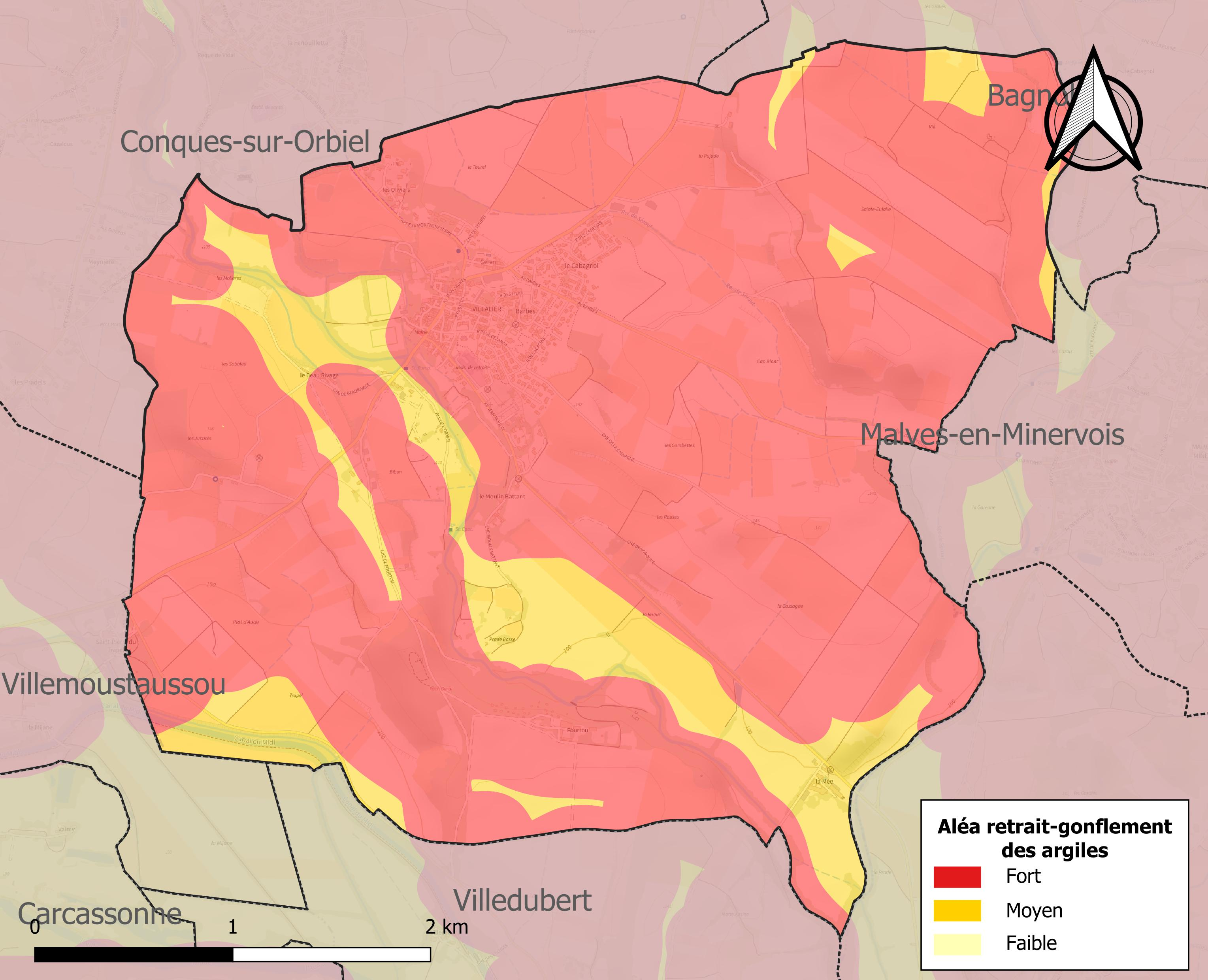
Carte des zones d'aléa retrait-gonflement des sols argileux de Villalier.

Le retrait-gonflement des sols argileux est susceptible d'engendrer des dommages importants aux bâtiments en cas d’alternance de périodes de sécheresse et de pluie. La totalité de la commune est en aléa moyen ou fort (75,2 % au niveau départemental et 48,5 % au niveau national). Sur les 464 bâtiments dénombrés sur la commune en 2019, 464 sont en aléa moyen ou fort, soit 100 %, à comparer aux 94 % au niveau départemental et 54 % au niveau national. Une cartographie de l'exposition du territoire national au retrait gonflement des sols argileux est disponible sur le site du BRGM,.

#### Risques technologiques
La commune est en outre située en aval des barrages de Matemale et de Puyvalador, deux ouvrages de classe A, situés dans le département des Pyrénées-Orientales. À ce titre elle est susceptible d’être touchée par l’onde de submersion consécutive à la rupture d'un de ces ouvrages.

## Histoire
En 793 se déroule sur l'Orbiel entre Villalier, Villedubert et Malves-en-Minervois, une importante bataille entre le comte de Toulouse Guillaume de Gellone et les musulmans d'Espagne. Cette bataille est à l'origine de la chanson de geste Guillaume d'Orange.

## Politique et administration
La commune fait partie de l'unité urbaine de Conques-sur-Orbiel.
| Période                                  | Période   | Identité           | Étiquette | Qualité |
| ---------------------------------------- | --------- | ------------------ | --------- | ------- |
| 1947                                     | mars 1983 | Jean-Pierre Gibert | PCF       |         |
| mars 1983                                | mars 2014 | Yves Gasto         | PS        |         |
| mars 2014                                | en cours  | Michel Zoccarato   | PS        |         |
| Les données manquantes sont à compléter. |           |                    |           |         |

## Démographie
L'évolution du nombre d'habitants est connue à travers les recensements de la population effectués dans la commune depuis 1793. Pour les communes de moins de 10 000 habitants, une enquête de recensement portant sur toute la population est réalisée tous les cinq ans, les populations de référence des années intermédiaires étant quant à elles estimées par interpolation ou extrapolation. Pour la commune, le premier recensement exhaustif entrant dans le cadre du nouveau dispositif a été réalisé en 2008.

En 2022, la commune comptait 968 habitants, en évolution de −5,19 % par rapport à 2016 (Aude : +2,65 %, France hors Mayotte : +2,11 %).
| 1793 | 1800 | 1806 | 1821 | 1831 | 1836 | 1841 | 1846 | 1851 |
| ---- | ---- | ---- | ---- | ---- | ---- | ---- | ---- | ---- |
| 445  | 627  | 553  | 595  | 600  | 650  | 636  | 659  | 640  |

| 1856 | 1861 | 1866 | 1872 | 1876 | 1881 | 1886 | 1891 | 1896 |
| ---- | ---- | ---- | ---- | ---- | ---- | ---- | ---- | ---- |
| 606  | 587  | 573  | 582  | 619  | 627  | 520  | 492  | 486  |

| 1901 | 1906 | 1911 | 1921 | 1926 | 1931 | 1936 | 1946 | 1954 |
| ---- | ---- | ---- | ---- | ---- | ---- | ---- | ---- | ---- |
| 500  | 516  | 523  | 504  | 507  | 491  | 503  | 482  | 512  |

| 1962 | 1968 | 1975 | 1982 | 1990 | 1999 | 2006 | 2008 | 2013  |
| ---- | ---- | ---- | ---- | ---- | ---- | ---- | ---- | ----- |
| 658  | 602  | 643  | 806  | 923  | 919  | 831  | 806  | 1 018 |

| 2018 | 2022 | - | - | - | - | - | - | - |
| ---- | ---- | - | - | - | - | - | - | - |
| 986  | 968  | - | - | - | - | - | - | - |

## Économie

### Revenus
En 2018  (données Insee publiées en septembre 2021), la commune compte 391 ménages fiscaux, regroupant 931 personnes. La médiane du revenu disponible par unité de consommation est de 19 870 € (19 240 € dans le département).

### Emploi
| Division       | 2008   | 2013   | 2018   |
| -------------- | ------ | ------ | ------ |
| Commune        | 5,4 %  | 9 %    | 9,5 %  |
| Département    | 10,2 % | 12,8 % | 12,6 % |
| France entière | 8,3 %  | 10 %   | 10 %   |

En 2018, la population âgée de 15 à 64 ans s'élève à 545 personnes, parmi lesquelles on compte 75,6 % d'actifs (66,1 % ayant un emploi et 9,5 % de chômeurs) et 24,4 % d'inactifs,. Depuis 2008, le taux de chômage communal (au sens du recensement) des 15-64 ans est inférieur à celui de la France et du département.
La commune fait partie de la couronne de l'aire d'attraction de Carcassonne, du fait qu'au moins 15 % des actifs travaillent dans le pôle,. Elle compte 168 emplois en 2018, contre 180 en 2013 et 152 en 2008. Le nombre d'actifs ayant un emploi résidant dans la commune est de 364, soit un indicateur de concentration d'emploi de 46,1 % et un taux d'activité parmi les 15 ans ou plus de 51 %.
Sur ces 364 actifs de 15 ans ou plus ayant un emploi, 57 travaillent dans la commune, soit 16 % des habitants. Pour se rendre au travail, 90,9 % des habitants utilisent un véhicule personnel ou de fonction à quatre roues, 0,8 % les transports en commun, 5,9 % s'y rendent en deux-roues, à vélo ou à pied et 2,2 % n'ont pas besoin de transport (travail au domicile).

### Activités hors agriculture

#### Secteurs d'activités
57 établissements sont implantés  à Villalier au 31 décembre 2019. Le tableau ci-dessous en détaille le nombre par secteur d'activité et compare les ratios avec ceux du département,.
| Secteur d'activité                                                                                        | Commune | Commune | Département |
| Secteur d'activité                                                                                        | Nombre  | %       | %           |
| --- | ------- | ------- | ----------- |
| Ensemble                                                                                                  | 57      |         |             |
| Industrie manufacturière, industries extractives et autres                                                | 9       | 15,8 %  | (8,8 %)     |
| Construction                                                                                              | 8       | 14 %    | (14 %)      |
| Commerce de gros et de détail, transports, hébergement et restauration                                    | 17      | 29,8 %  | (32,3 %)    |
| Activités financières et d'assurance                                                                      | 1       | 1,8 %   | (2,7 %)     |
| Activités immobilières                                                                                    | 1       | 1,8 %   | (5,2 %)     |
| Activités spécialisées, scientifiques et techniques et activités de services administratifs et de soutien | 8       | 14 %    | (13,3 %)    |
| Administration publique, enseignement, santé humaine et action sociale                                    | 7       | 12,3 %  | (13,2 %)    |
| Autres activités de services                                                                              | 6       | 10,5 %  | (8,8 %)     |

Le secteur du commerce de gros et de détail, des transports, de l'hébergement et de la restauration est prépondérant sur la commune puisqu'il représente 29,8 % du nombre total d'établissements de la commune (17 sur les 57 entreprises implantées  à Villalier), contre 32,3 % au niveau départemental.

#### Entreprises
Les deux entreprises ayant leur siège social sur le territoire communal qui génèrent le plus de chiffre d'affaires en 2020 sont : 
- Ferrand Et Fils, boulangerie et boulangerie-pâtisserie (62 k€)
- SARL La Mee, culture de la vigne (51 k€)

### Agriculture
La commune est dans la « Région viticole » de l'Aude, une petite région agricole occupant une grande partie centrale du département, également dénommée localement « Corbeilles Minervois et Carcasses-Limouxin ». En 2020, l'orientation technico-économique de l'agriculture  sur la commune est la viticulture.
|               | 1988 | 2000 | 2010 | 2020 |
| ------------- | ---- | ---- | ---- | ---- |
| Exploitations | 28   | 18   | 15   | 10   |
| SAU (ha)      | 438  | 457  | 397  | 261  |

Le nombre d'exploitations agricoles en activité et ayant leur siège dans la commune est passé de 28 lors du recensement agricole de 1988  à 18 en 2000 puis à 15 en 2010 et enfin à 10 en 2020, soit une baisse de 64 % en 32 ans. Le même mouvement est observé à l'échelle du département qui a perdu pendant cette période 60 % de ses exploitations,. La surface agricole utilisée sur la commune a également diminué, passant de 438 ha en 1988 à 261 ha en 2020. Parallèlement la surface agricole utilisée moyenne par exploitation a augmenté, passant de 16 à 26 ha.

## Culture locale et patrimoine

### Lieux et monuments
- Église Saint-André de Villalier.
- C'est à l'entrée du village de Villalier, depuis Carcassonne – en allant sur Caunes-Minervois, à droite, sur le chemin du Fourtou que nous allons sur le mausolée d'Armand Barbès (1809-1870), célèbre révolutionnaire du second XIXe siècle français et député républicain de l'Aude en avril 1848. Le domaine de Fourtou est privé et interdit d'accès : le site est très intéressant avec un corps de ferme et une maison de maître avec tour en pierres et un parc ombragé fermé par une grille entourée de deux piliers et vue panoramique sur la plaine, de Trèbes à la Cité de Carcassonne! Quant au mausolée, il faut le chercher dans les bois à partir du chemin bien avant la propriété du Fourtou sur la droite - Laisser la voiture et continuer à pieds le long d'un chemin creux (10 minutes de marche au maximum) : les cendres de Barbès reposent donc dans le tombeau - rarement fleuri - abandonné au souvenir de quelques républicains radicaux, blanquistes ou marxistes.. radicaux socialistes ou socialistes et Ultra gauche internationaliste.. Car Armand Barbès est né en Guadeloupe d'un père médecin militaire du Pays carcassonnais et il est mort aux Pays-Bas en exil après avoir passé un certain temps en prison ! La Cansou de Barbès en occitan appelle au mythe comme celle du savetier de Puylaurens pour la Ire République ! Enfin, la grille en fer protégeant l'accès du mausolée majestueux, a été « enlevée » et aucune information n'est donnée pour ce lieu particulier de la terre d'Aude.

### Personnalités liées à la commune
- Joë Bousquet (1897-1950), écrivain, repose au cimetière communal. Sa maison d'origine est aussi à Villalier.
- Armand Barbès (1809-1870), homme politique, dont la devise était Vivre libre ou mourir. Ses cendres sont dans un tombeau au domaine de Fourtou situé sur la commune de Villalier.
- Vital de l'Estang (1588-1652), évêque de Carcassonne. Il vécut à Villalier où il mourut.

### Héraldique
| Carbonne | Son blasonnement est : D'argent à deux barres de sable et un chef du même. |